# Mitsutake Makita
Mitsutake Makita (japanisch 牧田 光武 Makita Mitsutake; * 1908 in Alexandrowsk-Sachalinski; † unbekannt) war ein japanischer Skispringer.

## Werdegang
1929 und 1931 wurde er Landesmeister. 1929 erreichte er das Ergebnis von 26 und 28 m, und 1931 sprang er zweimal 36,5 m.
1932 nahm er an den Olympischen Spielen teil, wo er auf der Normalschanze mit 134,2 Punkten den 28. Platz belegte. Nach dem ersten Durchgang belegte er mit einem Sprung von 59 m den 17. Platz (97,2 Punkte). Im zweiten Durchgang sprang der Japaner einen halben Meter weiter als im ersten Durchgang, stürzte jedoch (37 Punkte; 29. Platz).